# Alberto Express
Pour plus de détails, voir Fiche technique et Distribution.
Alberto Express est une comédie française réalisée par Arthur Joffé sortie en 1990.

## Synopsis
Alors que son épouse Juliette est sur le point d'accoucher, Alberto, un jeune Italien installé en France, se rappelle brusquement, au milieu de la nuit, qu'il a contracté une dette auprès de ses parents : la tradition familiale veut en effet que, la veille de la naissance de son premier enfant, le fils rembourse son père de tout l'argent dépensé pour lui depuis sa venue au monde, sous peine de courir un grand danger.

## Fiche technique
- Réalisateur : Arthur Joffé
- Scénario : Jean-Louis Benoît, Arthur Joffé avec la collaboration de Christian Billette, d'après une histoire originale de Arthur Joffé
- Photographie : Philippe Welt
- Musique : Angélique Nachon et Jean-Claude Nachon
- Année : 1990
- Durée : 1h30
- Genre : comédie
- Date de sortie : France : 5 septembre 1990

## Distribution
- Sergio Castellitto : Alberto Capuano
- Nino Manfredi : Le père d'Alberto
- Marie Trintignant : Clara
- Marco Messeri : Le contrôleur
- Jeanne Moreau : La baronne
- Michel Aumont : L'endetté
- Thomas Langmann : Alberto adolescent
- Eugenia Maruzzo : Juliette
- Dennis Goldson : Le noir
- Roland Amstutz : le serveur
- Angela Goodwin : la mère
- Dominique Pinon : Le machiniste
- Nanni Tamma : le grand-père
- Mireille Rufel
- Sandra Majani (créditée sous le nom de Sandra Extercatte)